# Jules Dassin
Jules Dassin (født 18. december 1911, død 31. marts 2008) var en amerikansk filminstruktør og manuskriptforfatter.
Julius Dassin blev født i Middletown, Connecticut og voksede op i New York. Som ung mand var han kommunist, men forlod partiet efter Molotov-Ribbentrop-pagten. Han havde en succesrig karriere som en film noir filminstruktør i Hollywood. Men i 1950'erne blev han blacklistet under Mccarthyismen og emigrerede til Europa. Han begyndte en ny karriere i Frankrig og Grækenland. I 1955 vandt han "Bedste filminstruktør" ved filmfestivalen i Cannes for kriminalfilmen Du rififi chez les hommes.
Dassins anden hustru var skuespillerinden Melina Mercouri som optræder i flere af hans film, blandt andet Aldrig om søndag.

## Udvalgt filmografi

### I Amerika
- The Affairs of Martha (1942)
- The Canterville Ghost (1944)
- The Naked City (1948)

### I Europa
- Night and the City (1950)
- Du Rififi chez les hommes (1955)
- Aldrig om søndagen (1960, Oscar for bedste sang)
- Topkapi (1964, Oscar for bedste mandlige birolle)